# Schema di composizione dei vangeli sinottici

## Vangelo Matteo

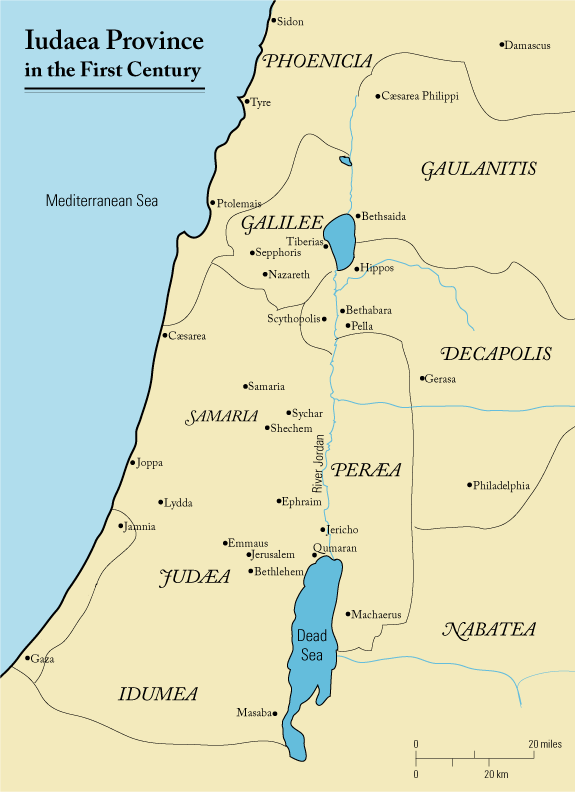
Giudea e Galilea nel I sec.

Il Vangelo di Matteo, secondo l'ipotesi di Benjamin W. Bacon, appare strutturato in sette parti. Le cinque parti centrali presentano il ministero di Gesù mediante cinque sezioni narrative e cinque discorsi sul Regno dei Cieli, visto da varie angolazioni. A queste parti si aggiungono un inizio sull'infanzia di Gesù ed una conclusione sui fatti legati alla resurrezione di Gesù. Per l'esattezza le cinque sezioni terminano con frasi pressoché sovrapponibili:
- Quando Gesù ebbe finito questi discorsi ... (Mt 7,28)
- Quando Gesù ebbe finito di dare queste istruzioni ...(Mt, 11,1)
- Quando Gesù ebbe finito queste parabole ...(Mt, 13,53)
- Quando Gesù ebbe finito questi discorsi ...(Mt 19,1)
- Quando Gesù ebbe finito questi discorsi (Mt 26,1)

| Preludio                                                | Preludio                                      | Parte prima                                    | Parte prima                                                  | Parte seconda                                                   | Parte seconda                                                  | Parte terza                                                     | Parte terza                                               | Parte quarta                                                      | Parte quarta                                                      | Parte quarta                                                 | Parte quinta                                                | Parte quinta                                                       | Parte quinta                                                 | Passione e Resurrezione                                          |
| Le storie dell'infanzia                                 | Trilogia degli inizi                          | Sezione narrativa: inizio del ministero        | Discorso della montagna                                      | Sezione narrativa: I dieci miracoli                             | Discorso missionario                                           | Sezione narrativa: Opposizione al Messia                        | Discorso "parabolico"                                     | Sezione narrativa: Tema ecclesiale- primo                         | sezione narrativa: Tema ecclesiale- secondo                       | Tema ecclesiologico-Discorso comunitario                     | Sezione narrativa I-Una chiesa che discute                  | Sezione narrativa II-Gesù rifiutato                                | Discorso escatologico                                        | Passione e Resurrezione                                          |
| ------------------------------------------------------- | --------------------------------------------- | ---------------------------------------------- | ------------------------------------------------------------ | --------------------------------------------------------------- | -------------------------------------------------------------- | --------------------------------------------------------------- | --------------------------------------------------------- | ----------------------------------------------------------------- | ----------------------------------------------------------------- | ------------------------------------------------------------ | ----------------------------------------------------------- | ------------------------------------------------------------------ | ------------------------------------------------------------ | ---------------------------------------------------------------- |
| Genealogia di Gesù (1,1-17)                             | Predicazione di Giovanni il Battista (3,1-12) | "Da allora Gesù cominciò a predicare (4,17)    | Introduzione (5,1-2)                                         | Miracolo: guarigione di un lebbroso (8,1-4)                     | Vocazione dei dodici apostoli (10,1-4)                         | Ambasceria di Giovanni (11,2-6)                                 | Introduzione (13,1-3)                                     | Rifiuto di Gesù a Nazaret (13,54-58)                              | primo annunzio della passione ed opposizione di Pietro (16,21-23) | Domanda introduttiva: chi è il più grande? (18,1-5)          | Questione sul divorzio (19,2-10)                            | Ingresso Messianico a Gerusalemme (21,1-11)                        | Introduzione (al discorso escatologico) (24,1-3)             | Imminenza della festa della Pasqua (26,1-2)                      |
| nascita di Gesù (1,18-25)                               | battesimo di Gesù (3,13-17)                   | chiamata dai primi quattro discepoli (4,18-22) | le beatitudini (5,3-12)                                      | miracolo: guarigione del servo del centurione (8,5-13)          | missione dei dodici: annuncio, guarigioni, relazioni (10,5-15) | testimonianza di Gesù su Giovanni Battista (11,7-15)            | parabola del seminatore (13,4-9)                          | uccisione di Giovanni Battista (14,1-12)                          | insegnamento: perdere la propria vita per salvarla (16,24-28)     | gravità degli scandali (18,6-9)                              | insegnamento: il celibato per il regno dei cieli (19,11-12) | i venditori cacciati dal tempio (21,12-17)                         | l'inizio dei dolori (24,4-8)                                 | complotto per uccidere Gesù (26,3-5)                             |
| la visita dei Magi (2,1-12)                             | le tentazioni di Gesù (4,1-11)                | sommario della attività di Gesù (4,23-25)      | sale della terra e luce del mondo (5,13-16)                  | miracolo: guarigione della suocera di Pietro (8,14-17)          | previsione di persecuzioni e rifiuto (10,16-25)                | parabola dei bambini capricciosi (7,16-19)                      | scopo delle parabole (13,10-17)                           | miracolo: prima moltiplicazione dei pani e dei pesci(14,13-21)    | la trasfigurazione (17,1-8)                                       | la pecora smarrita (18,10-14)                                | Gesù benedice i bambini (19,13-15)                          | il fico sterile e seccato (21,18-22)                               | testimonianza del vangelo a tutte le genti (24,9-14)         | l'unzione a Betania (26,6-13)                                    |
| La fuga in Egitto e la strage degli innocenti (2,13-14) | Ritorno di Gesù in Galilea (4,12-16)          |                                                | il compimento della legge e la giustizia superiore (5,17-20) | logia di vocazione (8,18-22)                                    | incoraggiamento ed invito alla fiducia (10,26-31)              | rimprovero alle città che non si sono convertite (11,20-24)     | spiegazione della parabola del seminatore (13,18-23)      | miracolo: Gesù cammina sulle acque e salva Pietro (14,22-33)      | insegnamento: la venuta di Elia (=Giovanni Battista) (17,9-13)    | correzione fraterna (18,15-17)                               | il giovane ricco (19,16-22)                                 | disputa: l'autorità di Gesù (21,23-27)                             | la grande tribolazione in Giudea (24,15-22)                  | contratto di Giuda per tradire Gesù (28,14-16)                   |
| strage degli innocenti (2,15-18)                        |                                               |                                                | antitesi (5,21-48)                                           | miracolo: la tempesta sedata (8,23-27)                          | riconoscimento o rifiuto del Cristo (10,32-33)                 | preghiera di Gesù ed invito agli affaticati ed oppressi         | parabola: il grano e la zizzania (13,24-30)               | sommario: guarigioni Genesaret (14,34-36)                         | miracolo: guarigione del bimbo lunatico (17,14-21)                | pl'accordo necessario nella vita comunitaria (18,18-20)      | Il pericolo delle ricchezze (19, 23-30)                     | parabola dei due figli. Parabola dei vignaioli omicidi (21, 28-46) | i falsi messia ed il Figlio dell'uomo(24,23-38)              | preparativi per la cena pasquale (26,17-19)                      |
| ritorno a Nazaret (2,19-23)                             |                                               |                                                | elemosina in segreto (6,1-4)                                 | miracolo: esorcismo dell'indemoniato di Gadara (8,28-34)        | non la pace ma la spada:Gesù segno di divisione (10,34-39)     | disputa: le spighe raccolte nel giorno di sabato (12,9-14)      | parabola: il granello di senape (13,31-32)                | disputa: La tradizione degli antichi (15,1-9)                     | secondo annuncio della passione (17,22-23)                        | perdono delle offese. Parabola del servo spietato (18,21-35) | ricompensa, promessa alla rinuncia                          | parabola: gli invitati alle nozze (22,1-14)                        | la Parusia del figlio dell'uomo (24,29-31)                   | annunzio del tradimento di Giuda (26-20-25)                      |
|                                                         |                                               |                                                | preghiera in segreto(6,5-6)                                  | miracolo: guarigione e perdono del paralitico (9,1-8)           | accoglienza dei missionari e premio promesso (10,40-42)        | disputa: la mano secca guarita in giorno di sabato (12,1-8)     | parabola: il lievito (13,33)                              | incomprensione dei discepoli: il puro e l'impuro (15,10-20)       | insegnamento: il pagamento della tassa al tempio (17,24-27)       | ..."Quando Gesù ebbe finito questi discorsi ..." (19,1)      | parabola degli operai nella vigna (20, 1-16)                | disputa: il tributo a Cesare (22,15-22)                            | parabola: il fico araldo dell'estate (24,32-35)              | istituzione dell'eucaristia (26,26-29)                           |
|                                                         |                                               |                                                | la vera preghiera; il Padre nostro (6,7-15)                  | vocazione di Matteo (9,9)                                       | ..."Quando Gesù ebbe finito di ammaestrare i dodici..." (11,1) | realizzazione dell'oracolo del "Servo"                          | metodologia delle parabole(13,34-35)                      | miracolo: guarigione della figlia di una cananea (15,21-28)       |                                                                   |                                                              | terzo annuncio della passione (20,17-19)                    | disputa: il problema della resurrezione (22,23-33)                 | inconoscibilità del tempo e dell'ora (24,36-44)              | predizione del rinnegamento di Pietro(26,30-35)                  |
|                                                         |                                               |                                                | digiunare in segreto (6,6-18)                                | disputa: il pranzo con i peccatori (medico e malati) (9,10-13)  |                                                                | disputa: le opere di Gesù attribuite a Beelzebul (12,22-32)     | spiegazione parabola delgrano e della zizzania (13,36-43) | sommario: guarigioni (15,29-31)                                   |                                                                   |                                                              | domanda della madre dei figli di Zebedeo                    | il più grande comandamento (22,34-40)                              | parabola: il servo vigilante ed il servo malvagio (24,45-51) | la preghiera al Getsemani (26,36-46)                             |
|                                                         |                                               |                                                | logia sui beni terreni (mamona) (6,19-24)                    | disputa: la questione del digiuno (sposo ed invitati) (9,14-17) |                                                                | ...dal frutto si riconosce l'albero... (12,33-37)               | parabola: il tesoro nascosto (13,44)                      | miracolo: seconda moltiplicazione dei pani e dei pesci (15,32-39) |                                                                   |                                                              | i capi devono servire                                       | il Cristo figlio e signore di Davide                               | parabola: le dieci vergini (25,1-13)                         | l'arresto di Gesù e la fuga dei discepoli ((26,47-56)            |
|                                                         |                                               |                                                | logia sulla fiducia nella provvidenza (6,25-34)              | miracolo: guarigione e risurrezione della bambina ((9,18-26)    |                                                                | disputa: il segno di Giona (12,38-42)                           | parabola: la perla preziosa (13,45-46)                    | disputa: il segno di Giona (16,1-4)                               |                                                                   |                                                              | i due ciechi di Gerico                                      | ipocrisia e vanità degli scribi e dei farisei                      | parabola: i talenti ai tre servi (25,14-30)                  | processo davanti a Caifa: condanna ed insulti (26,57-68)         |
|                                                         |                                               |                                                | logia sul giudicare (7,1-6)                                  | miracolo: guarigione dei due ciechi (9,27-31)                   |                                                                | immagine parabolica: il ritorno dello spirito impuro (12,43-45) | parabola: la rete ed i pesci buoni e cattivi (13,47-50)   | incomprensione dei discepoli; il lievito dei farisei (16,5-12)    |                                                                   |                                                              |                                                             | sette maledizioni a scribi e farisei                               | parabola: Il giudizio universale (25,14-30)                  | rinnegamento epentimento di Pietro (26,69-75)                    |
|                                                         |                                               |                                                | logia sull'efficacia della preghiera (7,7-11)                | miracolo: guarigione di un muto indemoniato (9,32-34)           |                                                                | disputa: i veri parenti di Gesù (12,46-50)                      | lo scriba divenuto discepolo del regno (13, 51-52)        | la confessione di Pietro e le chiavi del Regno (16,13-20)         |                                                                   |                                                              |                                                             | delitti e castighi imminenti                                       | "terminati tutti questi discorsi..." (26,1)                  | consegna di gesù a Pilato (27,1-2)                               |
|                                                         |                                               |                                                | la regola d'oro e la scelta della via stretta (7,12-14)      | sommario (Gesù insegnava, annunciava e guariva) (9,35)          |                                                                |                                                                 | "Quando gesù ebbe finito queste parabole..." (13, 53)     |                                                                   |                                                                   |                                                              |                                                             | apostrofe a Gerusalemme                                            |                                                              | morte di Giuda (27,3-10)                                         |
|                                                         |                                               |                                                | dai frutti si può riconoscere il profeta (7,15-20)           | compassione per le folle e preghiera per le vocazioni (9,36-38) |                                                                |                                                                 |                                                           |                                                                   |                                                                   |                                                              |                                                             |                                                                    |                                                              | Gesù davanti a Pilato: liberazione di Barabba (27,11-26)         |
|                                                         |                                               |                                                | non chi dice, ma chi fa la volontà di Dio (7,21-23)          |                                                                 |                                                                |                                                                 |                                                           |                                                                   |                                                                   |                                                              |                                                             |                                                                    |                                                              | lo scherno dei soldati (27,27-31)                                |
|                                                         |                                               |                                                | parabola: il saggio e lo stolto costruttore (7,24-27)        |                                                                 |                                                                |                                                                 |                                                           |                                                                   |                                                                   |                                                              |                                                             |                                                                    |                                                              | crocifissione di Gesù: oltraggiato dai passanti (27,32-44)       |
|                                                         |                                               |                                                | "Quando Gesù ebbe finito questi discorsi.." (7,28-29)        |                                                                 |                                                                |                                                                 |                                                           |                                                                   |                                                                   |                                                              |                                                             |                                                                    |                                                              | morte di Gesù (27,45-50)                                         |
|                                                         |                                               |                                                |                                                              |                                                                 |                                                                |                                                                 |                                                           |                                                                   |                                                                   |                                                              |                                                             |                                                                    |                                                              | eventi apocalittici ed escatologici (27,51-53)                   |
|                                                         |                                               |                                                |                                                              |                                                                 |                                                                |                                                                 |                                                           |                                                                   |                                                                   |                                                              |                                                             |                                                                    |                                                              | il centurione e la sepoltura (27,54-61)                          |
|                                                         |                                               |                                                |                                                              |                                                                 |                                                                |                                                                 |                                                           |                                                                   |                                                                   |                                                              |                                                             |                                                                    |                                                              | la guardia a custodia della tomba (27,62-66)                     |
|                                                         |                                               |                                                |                                                              |                                                                 |                                                                |                                                                 |                                                           |                                                                   |                                                                   |                                                              |                                                             |                                                                    |                                                              | la tomba vuota ed il messaggio alle donne (28,1-8)               |
|                                                         |                                               |                                                |                                                              |                                                                 |                                                                |                                                                 |                                                           |                                                                   |                                                                   |                                                              |                                                             |                                                                    |                                                              | apparizione di Gesù alle donne (28,9-10)                         |
|                                                         |                                               |                                                |                                                              |                                                                 |                                                                |                                                                 |                                                           |                                                                   |                                                                   |                                                              |                                                             |                                                                    |                                                              | i capi Giudei corrompono le guardie (28,11-15)                   |
|                                                         |                                               |                                                |                                                              |                                                                 |                                                                |                                                                 |                                                           |                                                                   |                                                                   |                                                              |                                                             |                                                                    |                                                              | apparizione di Gesù in Galilea e missione universale (28, 16-20) |

## Vangelo di Marco
| Introduzione                          | Parte Prima-Rivelazione progressiva della messianicità di Gesù | Parte Prima-Rivelazione progressiva della messianicità di Gesù | Parte Prima-Rivelazione progressiva della messianicità di Gesù        | Parte Prima-Rivelazione progressiva della messianicità di Gesù | Parte Prima-Rivelazione progressiva della messianicità di Gesù | Parte Prima-Rivelazione progressiva della messianicità di Gesù | Parte Prima-Rivelazione progressiva della messianicità di Gesù | Parte seconda-Ministero del figlio dell'uomo                         | Parte seconda-Ministero del figlio dell'uomo                         | Parte seconda-Ministero del figlio dell'uomo                      | Parte seconda-Ministero del figlio dell'uomo                  | Materiale non originale di Marco              |
|                                       | primo blocco                                                   | primo blocco                                                   | primo blocco                                                          | secondo blocco                                                 | secondo blocco                                                 | secondo blocco                                                 | terzo blocco                                                   | primo blocco                                                         | primo blocco                                                         | secondo blocco                                                    | terzo blocco                                                  |                                               |
| Trilogia degli inizi                  |                                                                | la giornata di Cafarnao"                                       | Dispute                                                               |                                                                | Discorso parabolico                                            | "Libretto dei miracoli"                                        |                                                                |                                                                      | Viaggio a Gerusalemme                                                | Ingresso in Gerusalemme                                           | Passione e resurrezione                                       | Epilogo                                       |
| ------------------------------------- | -------------------------------------------------------------- | -------------------------------------------------------------- | --------------------------------------------------------------------- | -------------------------------------------------------------- | -------------------------------------------------------------- | -------------------------------------------------------------- | -------------------------------------------------------------- | -------------------------------------------------------------------- | -------------------------------------------------------------------- | ----------------------------------------------------------------- | ------------------------------------------------------------- | --------------------------------------------- |
| Titolo (1,1)                          | Sommari: il Regno di Dio è vicino (1, 14-15)                   | Guarigione dell'indemoniato (1, 21-28)                         | Prima disputa: guarigione del paralitico-perdono dei peccati (2,1-12) | Sommario: le folle al seguito di Gesù (3,7-12)                 | Parabola del seminatore (4,1-9)                                | Miracolo: tempesta sedata (4,35-41)                            | Sommario: Gesù andava per i villaggi insegnando (6,6b)         | Primo annuncio della passione (8,31)                                 | Terzo annuncio della Passione (10, 32-34)                            | Il giorno dopo verso Gerusalemme:il fico senza frutti (11, 12-14) | La congiura degli avversari (14,1-2)                          | Apparizioni del Cristo risorto (16, 9-13)     |
| missione di Giovanni Battista (1,2-8) | vocazione dei quattro (1,16-20)                                | guarigione della suocera di Simone (1,29-31)                   | seconda disputa: vocazione di Levi. Chiamata dei peccatori (2,13-17)  | vocazione dei Dodici (3,13-19)                                 | perché le parabole (4,10-12)                                   | miracolo: guarigione dell'indemoniato di Gerasa (5,1-20)       | missione dei dodici (6,7-13)                                   | incomprensione di Pietro (8,32-33)                                   | incomprensione di Giacomo e Giovanni e degli altri dieci (10, 35-41) | in Gerusalemme: cacciate dei mercanti dal tempio (11, 15-19)      | l'unzione di Gesù per la sepoltura (14, 3-9)                  | missione universale dei discepoli (16, 14-18) |
| battesimo di Gesù (1,9-11)            |                                                                | guarigioni varie(1,32-34)                                      | terza disputa: digiuno rituale. la novità portata da Gesù (2,18-22)   | parenti: Gesù è matto! (3,20-21)                               | spiegazione della parabola del seminatore (4,13-20)            | miracolo: guarigione dell'emorroissa (5,21-34)                 | intermezzo: morte di Giovanni Battista (6,14-29)               | Istruzione: condizioni per seguire Gesù (8,34-38)                    | istruzione: i capi devono servire (10,42-45)                         | il giorno dopo verso gerusalemme: il fico seccato (11, 20-26)     | l'offerta dei Giudei ai sommi sacerdoti(14, 10-11)            | ascensione di Gesù (16, 19-20)                |
| tentazioni nel deserto (1,12-13)      |                                                                | Gesù prega ed è cercato (1,35-39)                              | quarta disputa: le spighe raccolte di sabato. Il sabato (2,23-28)     | scribi: Gesù è indemoniato (3,22-30)                           | logia parabolici (4,21-25)                                     | Miracolo: risurrezione della figlia di Giairo (5,35-43)        | ritorno dei dodici (6,30-32)                                   | Trasfigurazione (9,1-10)                                             | miracolo: guarigione del cieco di Gerico (9,46-52)                   | disputa: l'autorità di Gesù (11,27-33)                            | la preparazione del banchetto pasquale (14,12-16)             |                                               |
|                                       |                                                                | Guarigione del lebbroso (1,40-45)                              | Quinta disputa: una guarigione di sabato. Il sabato (3,1-5)           | I veri parenti di Gesù (3, 31-35)                              | parabola del seme che cresce da solo (4, 26-29)                | ostilità e rifiuto degli abitanti di Nazaret (6, 1-6a)         | prima moltiplicazione dei pani (6,33-44)                       | questione su Elia (8, 11-13)                                         |                                                                      | parabola: i vignaioli omicidi (12, 1-12)                          | l'annuncio del tradimento di Giuda (14, 17-21)                |                                               |
|                                       |                                                                |                                                                | Ostilità dei farisei e decisione di uccidere gesù (3, 6)              |                                                                | parabola del chicco di senapa (4, 30-32)                       |                                                                | attraversata del lago (6,45-56)                                | miracolo: guarigione di un epilettico (9,14-30)                      |                                                                      | disputa: il tributo a Cesare (12,13-17)                           | istituzione dell'eucaristia (14,22-26)                        |                                               |
|                                       |                                                                |                                                                |                                                                       |                                                                | conclusione del discorso parabolico (4, 33-34)                 |                                                                | contro le tradizioni dei farisei (7,1-13)                      | secondo annuncio della passione (9,31)                               |                                                                      | disputa: la resurrezione dei morti (11,18-27)                     | l'annuncio del rinnegamento di Pietro (14,27-31)              |                                               |
|                                       |                                                                |                                                                |                                                                       |                                                                |                                                                |                                                                | i discepoli non capiscono: puro ed impuro                      | incomprensione dei discepoli (9,32)                                  |                                                                      | disputa: il primo comandamento (11,28-34)                         | la preghiera nel Getsemani (14,32-42)                         |                                               |
|                                       |                                                                |                                                                |                                                                       |                                                                |                                                                |                                                                | guarigione della figlia di una straniera (7, 24-30)            | istruzione: il servizio e lo scandalo (9, 33-50)                     |                                                                      | disputa: il Cristo figlio e Signore di Davide (11, 35-37)         | l'arresto di Gesù e la fuga dei discepoli (14, 43-52)         |                                               |
|                                       |                                                                |                                                                |                                                                       |                                                                |                                                                |                                                                | guarigione di un sordomuto (7, 31-33)                          | questioni sul divorzio (10, 1-12)                                    |                                                                      | insegnamento: contro l'ipocrisia degli scribi (12, 38-40)         | processo davanti al Sinedrio, condanna ed insulti (14, 53-65) |                                               |
|                                       |                                                                |                                                                |                                                                       |                                                                |                                                                |                                                                | seconda moltiplicazione dei pani (8,1-9)                       | insegnamento: accogliere il regno di Dio come un bambino (10, 13-16) |                                                                      | esempio: l'obolo della vedova (12,41-44)                          | rinnegamento e pentimento di Pietro (14, 66-72)               |                                               |
|                                       |                                                                |                                                                |                                                                       |                                                                |                                                                |                                                                | attraversata del lago (8,10)                                   | il giovane ricco, esempio di non accoglienza (10, 17-22)             |                                                                      | introduzione al discorso escatologico (13,1-4)                    | Gesù davanti a Pilato: liberazione di Barabba (15, 1-15)      |                                               |
|                                       |                                                                |                                                                |                                                                       |                                                                |                                                                |                                                                | contro i farisei che chiedono un segno (8,11-13)               | insegnamento: pericolo delle ricchezze (10, 23-31)                   |                                                                      | profezia della grande tribolazione (13,5-23)                      | gli scherni dei soldati (15, 16-20)                           |                                               |
|                                       |                                                                |                                                                |                                                                       |                                                                |                                                                |                                                                | i discepoli non capiscono: il lievito dei farisei (8,14-21)    |                                                                      |                                                                      | venuta gloriosa del Figlio dell'Uomo (13,24-27)                   | crocifissione di Gesù, oltraggio dei passanti (15, 21-32)     |                                               |
|                                       |                                                                |                                                                |                                                                       |                                                                |                                                                |                                                                | guarigione di un cieco (8, 22-26)                              |                                                                      |                                                                      | parabola: il fico araldo dell'estate (13, 28-29)                  | morte di Gesù (15, 33-38)                                     |                                               |
|                                       |                                                                |                                                                |                                                                       |                                                                |                                                                |                                                                | Pietro riconosce Gesù come il Cristo (8, 27-30)                |                                                                      |                                                                      | esortazioni alla vigilanza (13, 30-37)                            |                                                               |                                               |
|                                       |                                                                |                                                                |                                                                       |                                                                |                                                                |                                                                |                                                                |                                                                      |                                                                      |                                                                   |                                                               |                                               |

## Vangelo di Luca
| Prologo e Vangelo dell'Infanzia | Prologo e Vangelo dell'Infanzia                      | Prologo e Vangelo dell'Infanzia                            | Prologo e Vangelo dell'Infanzia                                 | Ministero in Galilea (3,1-9,50)                        | Ministero in Galilea (3,1-9,50)                                       | Ministero in Galilea (3,1-9,50)                           | Ministero in Galilea (3,1-9,50)                                   | Ministero in Galilea (3,1-9,50)                              | Ministero in Galilea (3,1-9,50)                             | Il viaggio verso Gerusalemme (9,51-19,27)                         | Il viaggio verso Gerusalemme (9,51-19,27)                     | Il viaggio verso Gerusalemme (9,51-19,27)               | Il viaggio verso Gerusalemme (9,51-19,27)           | Il viaggio verso Gerusalemme (9,51-19,27)           | Il viaggio verso Gerusalemme (9,51-19,27)       | Il viaggio verso Gerusalemme (9,51-19,27)                   | Ministero in Gerusalemme (19,28-21,38)                                  | Passione e Resurrezione                                 |  |
|                                 |                                                      |                                                            |                                                                 |                                                        |                                                                       | Piccola inserzione lucana                                 | Piccola inserzione lucana                                         |                                                              |                                                             | Grande inserzione lucana                                          | Grande inserzione lucana                                      | Grande inserzione lucana                                | Grande inserzione lucana                            | Grande inserzione lucana                            | Grande inserzione lucana                        |                                                             |                                                                         |                                                         |  |
|                                 | Dittico dell'Annunciazione                           | Dittico delle nascite- il battista                         | Dittico delle nascite-Gesù                                      | 1/Trilogia degli inizi                                 | 1/inizio della predicazione                                           | 2/Discorso del Piano                                      | 2/...                                                             | 3/                                                           | 3/                                                          | 1/...                                                             | 2/Raccolta di logie                                           | 3/A pranzo a casa di un fariseo                         | 4/Risposta alle mormorazioni dei farisei            | 5/Raccolta di logie.                                | 6/Piccolo discorso escatologico                 | 7/Resto del viaggio verso Gerusalemme                       | Ministero in Gerusalemme                                                | Passione e Resurrezione                                 |  |
| ------------------------------- | ---------------------------------------------------- | ---------------------------------------------------------- | --------------------------------------------------------------- | ------------------------------------------------------ | --------------------------------------------------------------------- | --------------------------------------------------------- | ----------------------------------------------------------------- | ------------------------------------------------------------ | ----------------------------------------------------------- | ----------------------------------------------------------------- | ------------------------------------------------------------- | ------------------------------------------------------- | --------------------------------------------------- | --------------------------------------------------- | ----------------------------------------------- | ----------------------------------------------------------- | ----------------------------------------------------------------------- | ------------------------------------------------------- |  |
| Prologo (1, 1-4)                | Annuncio della nascita di Giovanni Battista (1,5-25) | Nascita di Giovanni Battista e visita dei vicini (1,57-58) | Nascita di Gesù e visita dei pastori (2,1-20)                   | Presentazione di Giovanni Battista (3,1-9)             | Gesù in Galilea insegna ed è lodato (4, 14-15)                        | Le Beatitudini (6,20-23)                                  | Miracolo: guarigione del servo del centurione (7, 1-10)           | Parabola del seminatore (8,4-8)                              | Missione dei dodici (9,1-6)                                 | Inizio decisivo del viaggio a Gerusalemme (9,51)                  | Guardatevi dall'ipocrisia e non abbiate paura (12, 1-12)      | Miracolo. guarigione di un idropico di sabato (14, 1-6) | Introduzione: peccatori e farisei (15, 1-3)         | Parabola: l'amministratore astuto (16, 1-8)         | "Il regno di Dio è in mezzo a voi" (17, 20-21)  | Gesù accoglie e benedice i bambini (18, 15-17)              | Ingresso di Gesù in Gerusalemme(19, 28-40)                              | Complotto con Giuda per uccidere Gesù (22, 1-6)         |  |
|                                 | annuncio della nascita di Gesù (1,26-38)             | circoncisione di Giovanni Battista (1, 59-66)              | circoncisione di Gesù (2, 21)                                   | esortazioni morali di Giovanni Battista (3, 10-18)     | Gesù nella sinagoga di Nazaret (4, 16-30)                             | le Maledizioni (6, 24-26)                                 | miracolo: resurrezione del figlio della vedova di Nain (7, 11-17) | scopo delle parabole (8,9-10)                                | intermezzo: Erode e Gesù (9,7-9)                            | invio dei messaggeri e rifiuto dei samaritani (9, 52-56)          | guardatevi dalla cupidigia                                    | logia: scegli l'ultimo posto                            | parabola: la pecora perduta e ritrovata             | il buon uso del denaro                              | Il giorno del figlio dell'uomo                  | vocazione mancata del ricco                                 | Gesù piange su Gerusalemme (19, 41-44)                                  | preparazione della cena pasquale (22, 7-13)             |  |
|                                 | Maria visita Elisabetta (1,39-45)                    | Benedictus (1, 67-79)                                      | nunc dimittis: presentazione di Gesù al tempio (2, 22-38)       | (Arresto di Giovanni Battista) (3, 19-20)              | miracolo: guarigione di un indemoniato a Cafarnao (4,31-37)           | ...Amate i vostri nemici... (6, 27-35)                    | ambasceria di Giovanni Battista (7, 18-23)                        | spiegazione della parabola del seminatore (8,11.15)          | ritorno dei dodici e ritiro (9,10)                          | logia di vocazione (9, 57-62)                                     | parabola: il ricco stolto (12, 16-21)                         | logia: invita i poveri, storpi, zoppi e ciechi          | parabola: la moneta perduta e ritrovata             | l'annunzio del regno di Dio                         | parabola: la vedova inesistente                 | logia. le ricchezze, la rinuncia e la ricompensa (18,24-30) | Gesù caccia i mercanti dal tempio                                       | il calice del desiderio (22, 14-18)                     |  |
|                                 | Magnificat (1-46-56)                                 | vita nascosta di Giovanni Battista (1. 80)                 | vita nascosta di Gesù: crescita in sapienza e grazia (2, 39-40) | Battesimo di Gesù (3,21-22)                            | miracolo: guarigione della suocera di Simone (4,38-39)                | ...Siate misericordiosi come il padre vostro...(6, 36-38) | testimonianza di Gsù su Giovanni Battista (7, 24-30)              | logia: ascolto della parola (8,16-18)                        | miracolo: moltiplicazione dei pani (9,11-17)                | vocazione ed istruzione di altri settantadue discepoli (10, 1-12) | non datevi pensiero per la vostra vita (12, 22-32)            | Parabola: gli invitati al banchetto (14, 15-24)         | Parabola: il figlio perduto e ritrovato (15, 11-32) | la perennità della legge (16, 17)                   | parabola: il fariseo ed il pubblicano (18,9-14) | Terzo annuncio della Passione (18,31-33)                    | Gesù insegna nel tempio ed i capi complottano per ucciderlo (19, 47-48) | istituzione dell'eucaristia (22, 19-20)                 |  |
|                                 |                                                      |                                                            | a gerusalemme: il fanciullo Gesù nel tempio (2,41-52)           | genealogia ascendente di Gesù fino ad Adamo (3, 23-38) | sommario: guarigioni + preghiera + predicazioni (4, 40-44)            | l'occhio sano ed il cuore buono (6, 39-45)                | parabola: i bambini capricciosi (7,31-35)                         | i veri parenti di Gesù (8, 19-21)                            | Professione di fede di Pietro (9,18-21)                     | guai a Corazin, Betsaida e Cafrnao (10, 13-16)                    | vendete ciò che avete e datelo in elemosina (12, 33-34)       | logia: esigenze della sequela (14, 25-33)               |                                                     | l'indossulibilità del matrimonio (16,18)            |                                                 | incomprensione dei discepoli (18,34)                        | disputa: l'autorità di Gesù (20, 1-8)                                   | annunzio del tradimento di Giuda (22, 21-23)            |  |
|                                 |                                                      |                                                            | vita nascosta di Gesù: crescita in sapienza e grazia (2, 51-52) | Gesù nel deserto è tentato dal diavolo (4, 1-13)       | miracolo: pesca prodigiosa e vocazione dei quattro (5, 1-11)          | parabola: la casa sulla roccia e sulla terra (6, 46-49)   | la peccatrice perdonata (7,36-50)                                 | miracolo: la tempesta sedata (8,22-25)                       | primo annuncio della Passione (9, 22)                       | ritorno dei settantadue e gioia degli apostoli (10, 17-20)        | siate pronti come servi che aspettano il padrone (12, 35-48)  | logion sul sale (14,34-35)                              |                                                     | parabola: il ricco ed il povero Lazzaro (16, 19-31) |                                                 | miracolo: guarigione del cieco di Gerico (18,35-43)         | Parabola: i vignauoli omicidi (20,9-19)                                 | istruzione sul servizio (22, 24-27)                     |  |
|                                 |                                                      |                                                            |                                                                 |                                                        | miracolo: guarigione di un lebbroso (5, 12-16)                        |                                                           | le donne al seguito di Gesù (8, 1-3)                              | miracolo: la guarigione dell'indemoniato di Gerasa (8,26-39) | logia: la sequela (9,23-27)                                 | inno di giubilo e beatitudine dei discepoli (10, 21-24)           | sono venuto a portare il fuoco sulla terra (12, 49-53)        |                                                         |                                                     | lo scandalo (17, 1-2)                               |                                                 | vocazione di Zaccheo a Gerico (19,1-10)                     | disputa: il tributo a Cesare (20, 20-26)                                | promessa di ricompensa agli apostoli (22, 28-30)        |  |
|                                 |                                                      |                                                            |                                                                 |                                                        | disputa: guarigione di un paralitico ->perdono dei peccati (5, 17-26) |                                                           |                                                                   | miracolo: guarigione dell'emorroissa (8,40-48)               | Trasfigurazione (9, 28-36)                                  | il comandamento più importante (10, 25-28)                        | interpretate i segni dei tempi (12, 54-59)                    |                                                         |                                                     | La correzione fraterna (17,3-4)                     |                                                 | parabola contro le illusioni: le mine (19, 11-27)           | disputa: la risurrezione dei morti (20,27-40)                           | annuncio del rinnegamento di Pietro (22, 31-34)         |  |
|                                 |                                                      |                                                            |                                                                 |                                                        | disputa: vocazione di Levi ->chiamata dei peccatori (5, 27-32)        |                                                           |                                                                   | miracolo: resurrezione della figlia di Giairo (8,49-56)      | miracolo: guarigione di un epilettico indemoniato (9,37-43) | parabola del buon samaritano (10, 29-37)                          | Il sangue dei galilei ed i diciotto di Siloe (13, 1-5)        |                                                         |                                                     | la potenza della fede (17, 5-6)                     |                                                 |                                                             | disputa: interpretazione del Salmo 110,1 (20,41-44)                     | Istruzione sul combattimento decisivo (22, 35-38)       |  |
|                                 |                                                      |                                                            |                                                                 |                                                        | disputa: digiuno rituale -> la novità portata da Gesù (5, 33-39)      |                                                           |                                                                   |                                                              | Secondo annuncio della passione (9, 43-44)                  | Marta e Maria (10,38-42)                                          | parabola: il fico sterile (13, 6-9)                           |                                                         |                                                     | "siamo servi inutili" (17, 7-10)                    |                                                 |                                                             | insegnamento contro l'ipocrisia degli scribi (20,45-47)                 | la preghiera nel Getsemani (22,39-46)                   |  |
|                                 |                                                      |                                                            |                                                                 |                                                        | disputa: le spighe raccolte di sabato -> il sabato (6, 1-5)           |                                                           |                                                                   |                                                              | incomprensione dei discepoli (9, 45)                        | Gesù insegna il Padre nostro (11, 1-4)                            | miracolo: guarigione di una donna curva in sabato (13, 10-17) |                                                         |                                                     | miracolo: guarigione di dieci lebbrosi (17, 11-19)  |                                                 |                                                             | esempio: l'obolo della vedova (22,47-53)                                | l'arresto di Gesù (22,47-53)                            |  |
|                                 |                                                      |                                                            |                                                                 |                                                        | disputa: guarigione di sabato -> il sabato (5,6-11)                   |                                                           |                                                                   |                                                              | logia: il più piccolo ed il più grande (9, 46-48)           | parabola: l'amico importuno(11, 5-8)                              | Parabola: il chicco di senapa (13, 18-19)                     |                                                         |                                                     |                                                     |                                                 |                                                             | introduzione al discorso escatologico (21,5-7)                          | rinnegamento e pentimento di Pietro (22,54-62)          |  |
|                                 |                                                      |                                                            |                                                                 |                                                        | vocazione dei dodici (6, 12-16)                                       |                                                           |                                                                   |                                                              | logia: chi non è contro di voi è per voi (9, 49-50)         | logia: efficacia della preghiera (11, 9-13)                       | parabola: un poco di lievito (13, 20-21)                      |                                                         |                                                     |                                                     |                                                 |                                                             | attenzione ai falsi messia (21,8-9)                                     | oltraggi a Gesù (22,63-65)                              |  |
|                                 |                                                      |                                                            |                                                                 |                                                        | sommario: le folle al seguito di Gesù (6,17-19)                       |                                                           |                                                                   |                                                              |                                                             | Gesù e Belzebul (11, 14-23)                                       | logia: entrate per la porta stretta (13, 22-30)               |                                                         |                                                     |                                                     |                                                 |                                                             | persecuzione e dono di sapienza (21,10-19)                              | processo davanti a sinedrio (22,67-71)                  |  |
|                                 |                                                      |                                                            |                                                                 |                                                        |                                                                       |                                                           |                                                                   |                                                              |                                                             | immagine dello spirito immondo che ritorna (11, 24-26)            | è necessario che Gesù vada per la sua strada (13, 31-33)      |                                                         |                                                     |                                                     |                                                 |                                                             | l'assedio di Gerusalemme (21, 20-24)                                    | Gesù davanti a Pilato (23, 1-7)                         |  |
|                                 |                                                      |                                                            |                                                                 |                                                        |                                                                       |                                                           |                                                                   |                                                              |                                                             | Beati coloro che ascoltano la parola di Dio (11, 27-28)           | apostrofe a Gerusalemme (13, 34-35)                           |                                                         |                                                     |                                                     |                                                 |                                                             | La Parusia del figlio dell'uomo                                         | Gesù davanti ad Erode (23, 8-12)                        |  |
|                                 |                                                      |                                                            |                                                                 |                                                        |                                                                       |                                                           |                                                                   |                                                              |                                                             | il segno di Giona (11, 29-32)                                     |                                                               |                                                         |                                                     |                                                     |                                                 |                                                             | Parabola: il fico araldo dell'estate                                    | Gesù di nuovo davanti a Pilato (23, 13-25)              |  |
|                                 |                                                      |                                                            |                                                                 |                                                        |                                                                       |                                                           |                                                                   |                                                              |                                                             | immagine della lucerna e dell'occhio (11, 33-36)                  |                                                               |                                                         |                                                     |                                                     |                                                 |                                                             | invito alla vigilanza (21, 34-36)                                       | salita al Calvario (23, 26-32)                          |  |
|                                 |                                                      |                                                            |                                                                 |                                                        |                                                                       |                                                           |                                                                   |                                                              |                                                             | a pranzo di un fariseo: invettive contro i farisei (11, 37-54)    |                                                               |                                                         |                                                     |                                                     |                                                 |                                                             | sommario conclusivo: Gesù insegna nel tempio                            | crocifissione di Gesù ed altraggi (23, 33-38)           |  |
|                                 |                                                      |                                                            |                                                                 |                                                        |                                                                       |                                                           |                                                                   |                                                              |                                                             |                                                                   |                                                               |                                                         |                                                     |                                                     |                                                 |                                                             |                                                                         | Il buon ladrone (23, 39-43)                             |  |
|                                 |                                                      |                                                            |                                                                 |                                                        |                                                                       |                                                           |                                                                   |                                                              |                                                             |                                                                   |                                                               |                                                         |                                                     |                                                     |                                                 |                                                             |                                                                         | Morte di Gesù (23, 44-46)                               |  |
|                                 |                                                      |                                                            |                                                                 |                                                        |                                                                       |                                                           |                                                                   |                                                              |                                                             |                                                                   |                                                               |                                                         |                                                     |                                                     |                                                 |                                                             |                                                                         | reazione dei presenti (23, 47-49)                       |  |
|                                 |                                                      |                                                            |                                                                 |                                                        |                                                                       |                                                           |                                                                   |                                                              |                                                             |                                                                   |                                                               |                                                         |                                                     |                                                     |                                                 |                                                             |                                                                         | Giuseppe di Arimatea e la sepoltura di Gesù (23, 50-56) |  |
|                                 |                                                      |                                                            |                                                                 |                                                        |                                                                       |                                                           |                                                                   |                                                              |                                                             |                                                                   |                                                               |                                                         |                                                     |                                                     |                                                 |                                                             |                                                                         | la tomba vuota ed il messaggio alle donne (24, 1-11)    |  |
|                                 |                                                      |                                                            |                                                                 |                                                        |                                                                       |                                                           |                                                                   |                                                              |                                                             |                                                                   |                                                               |                                                         |                                                     |                                                     |                                                 |                                                             |                                                                         | Pietro al sepolcro (24, 12)                             |  |
|                                 |                                                      |                                                            |                                                                 |                                                        |                                                                       |                                                           |                                                                   |                                                              |                                                             |                                                                   |                                                               |                                                         |                                                     |                                                     |                                                 |                                                             |                                                                         | apparizione ai discepoli di Emmaus (24, 36-49)          |  |
|                                 |                                                      |                                                            |                                                                 |                                                        |                                                                       |                                                           |                                                                   |                                                              |                                                             |                                                                   |                                                               |                                                         |                                                     |                                                     |                                                 |                                                             |                                                                         | apparizione ai discepoli nel cenalcolo (24, 36-49)      |  |
|                                 |                                                      |                                                            |                                                                 |                                                        |                                                                       |                                                           |                                                                   |                                                              |                                                             |                                                                   |                                                               |                                                         |                                                     |                                                     |                                                 |                                                             |                                                                         | ascensione di Gesù e rientro degli apostoli (24, 50-53) |  |